# Édouard Wawrzeniak
Édouard Wawrzeniak pseudonim Waggi (ur. 28 września 1912 w Oberhausen, zm. 17 kwietnia 1991 w Clermont-Ferrand) – francuski piłkarz grający na pozycji napastnika, reprezentant kraju.

## Życiorys
W trakcie kariery piłkarskiej grał dla następujących klubów: RC Lens, Valenciennes FC, Olympique Marsylia, Le Havre AC, USB de Longwy, SC Fives, Lyons OU i RC Vichy. Jedyny mecz w reprezentacji rozegrał 10 listopada 1935 przeciwko Szwecji (2:0 dla Francji). W 1937 roku wraz z Olympique Marsylia zdobył mistrzostwo kraju. W 1941 roku wraz z SC Fives zagrał w finale Pucharu Francji z Girondins Bordeaux – jego klub przegrał ten mecz 0:2.

### Osiągnięcia
- Mistrzostwo Francji w 1937 roku z Olympique Marsylia[2]
- Finalista Pucharu Francji w 1941 roku z SC Fives[3]